# والتر آرتور جرج برنز
والتر آرتور جرج برنز (انگلیسی: George Burns; ۲۹ ژانویهٔ ۱۹۱۱ – ۵ مهٔ ۱۹۹۷ (۸۶ سال)) نظامی و سیاست‌مدار اهل بریتانیا بود. وی همچنین برندهٔ جوایزی همچون صلیب نظامی شده‌است.